# Domingo Álvarez Ruiz de Viñaspre
Domingo de Guzmán Álvarez Ruiz de Viñaspre (Moreda de Álava, Álava, 1924 - Logroño, La Rioja 2012), fue un médico cirujano e histórico dirigente político español de formaciones de la democracia cristiana y figura clave de la transición política en La Rioja. Senador  en la I Legislatura constituyente y en las tres siguientes legislaturas desde 1977 a 1993 (UCD, PDP, PP). Fue uno de los llamados “treintaidosantes”,  encargados de la redacción del Estatuto de Autonomía de La Rioja en 1981. En 1982, pasó a la historia como el primer presidente de la Diputación Provisional de La Rioja  y del Parlamento de La Rioja.
En el año 2010 recibió el Premio Estatal al Voluntariado Social de manos de los Reyes de España, entonces Príncipes de Asturias.

## Biografía personal
Domingo Álvarez Ruiz de Viñaspre nació y creció en Moreda de Álava. Fue hijo de Manuel Álvarez López, médico natural de Puentedeume (La Coruña) quien ejerció en las poblaciones alavesas de Moreda, Barriobusto y Labraza, y de Ángeles Ruiz de Viñaspre Díaz de Cerio, maestra, natural de Moreda de Álava (Álava). En el año 1987, la Plaza del Juego de la Pelota, donde se hallaba su casa natal, pasaría a llamarse Plaza Mayor del doctor Manuel Álvarez, en honor a su padre.
En 1956 contrajo matrimonio con Consuelo González Oñate (Quel, La Rioja 1926 - Logroño 1994), licenciada en Filosofía y Letras por la Universidad Complutense de Madrid, enfermera y profesora de educación secundaria. Tuvieron siete hijos: Chelo Álvarez-Stehle, Marián Álvarez González, Domingo Álvarez González, Luis Álvarez González, Susana Álvarez/Susa Oñate, Beatriz Álvarez González y Manuel Álvarez González.

## Biografía profesional
Domingo Álvarez Ruiz de Viñaspre cursó el bachillerato en el Colegio San José de los Hermanos Maristas de Logroño, haciendo algunos cursos durante la Guerra Civil en el Instituto de Segunda Enseñanza de Logroño. Estudió la carrera de Medicina en la Universidad de Zaragoza (1941-1947).
Fue un médico a la antigua usanza, un cirujano que no cobraba su consulta o sus intervenciones quirúrgicas a quien no se lo podía permitir.
Fue especialista en Cirugía del Aparato Digestivo, Cirugía General, y Traumatología y Ortopedia. Hizo la especialidad de Cirugía General (1949-1952) en el Hospital Civil de Navarra en Pamplona bajo la tutela del Dr. Lite Blanco. Defendió su tesis doctoral en 1967, obteniendo el doctorado sobresaliente cum laude por la Universidad de Zaragoza en enero de 1968, sobre el aparato digestivo y la prensa abdominal, titulada “La pared inguinocrural en relación con el bloque abdominal. Bases embriológicas, comparativas y constitucionales contribuyendo al significado de su organización” como discípulo del Dr. José Escolar García, creador de la Escuela de Anatomía de la Universidad de Zaragoza, obteniendo sobresaliente cum laude.

## Cargos médicos
- Fundó la Escuela Universitaria de Enfermería de La Rioja, donde fue profesor de Anatomía Funcional desde 1971 a 1986.
- Cirujano de cupo en el INSALUD.
- Director Médico del Hospital General de La Rioja.
- Jefe del Servicio de Cirugía del Hospital General de La Rioja.
- Director Médico de la Clínica Nuestra Señora del Carmen de Logroño (1961-1965).
- Director Médico del Sanatorio Velázquez de Logroño (1965-1990).

Fue miembro de numerosas Asociaciones Médico-Quirúrgicas como la Sociedad Española de Cirujanos, la Sociedad Española del Aparato Digestivo, la Sociedad Española de Angiología, la Asociación Española contra el Cáncer, la Cruz Roja y la Sociedad Internacional de Cirugía con sede en Ginebra (Suiza), entre otras.

## Biografía política
Fue una de las figuras clave de la transición riojana. Llegó a la política por su compromiso y vocación de servicio, y por ser un personaje muy querido en La Rioja. Militó en Unión de Centro Democrático (UCD), en el Partido Demócrata Popular (PDP) fundado por Óscar Alzaga y posteriormente en el Partido Popular (PP), siempre en la órbita de la democracia cristiana. “Fue el senador más votado por La Rioja (entonces, Logroño) en las primeras elecciones democráticas, con más de 7.000 votos de diferencia respecto al siguiente, lo que refleja su gran popularidad y don de gentes”.
Senador electo por La Rioja durante dieciséis años (1977-1993), desde la I Legislatura Constituyente a la IV Legislatura, por UCD, PDP y PP. Cabe destacar su importante aportación a la construcción de la Comunidad Autónoma de La Rioja, como ponente del proyecto del Estatuto de Autonomía de La Rioja (1981) y, más tarde, como primer presidente de la Mesa de la Diputación General Provisional de La Rioja (julio - diciembre de 1982), hasta la celebración de las primeras elecciones al Parlamento de La Rioja.
El 22 de julio de 1980, siendo senador de UCD, un atentado de ETA en Logroño mató a su escolta habitual, el subcomisario de la Brigada del Cuerpo Superior de Policía Carlos Fernández Valcárcel. El CESID había asignado escolta y recomendado al senador tomar medidas preventivas para evitar un posible atentado. La reacción de Domingo Álvarez Ruiz de Viñaspre al atentado fue publicada en El País al día siguiente: "Condenamos totalmente el atentado, viendo, una vez más, cómo las fuerzas de orden público, y la Guardia Civil en concreto, soportan esta pesada carga que lleva aparejado nuestro camino democrático".
Domingo Álvarez Ruiz de Viñaspre fue colaborador frecuente de los medios riojanos, escribiendo numerosos artículos para los diarios La Rioja y El Correo, y participando con frecuencia en programas de radio en la Cadena Ser, la Cope, etc.

## Cargos políticos
- Senador electo - I Legislatura Constituyente 1977 - 1979[21]

Vocal. Comisión de Trabajo
Vocal. Comisión especial de investigación de los supuestos controvertidos en el funcionamiento de la Seguridad Social
- Presidente de la Diputación Provisional y firmante del Estatuto de Autonomía de La Rioja - 1982
- Presidente de la Diputación Permanente[22]

- Presidente del Parlamento de La Rioja[23] - Etapa provisional 1982

- Senador electo - II Legislatura 1982 -1986[24]

Vicepresidente. Segunda Comisión de Sanidad y Seguridad Social
Vocal. Comisión de Defensa
Vocal. Comisión de Incompatibilidades

Vocal. Comisión especial sobre el tráfico y consumo de drogas en España
- Senador electo - III Legislatura 1986 - 1989

           Suplente. Diputación Permanente del Senado
           Vocal. Comisión de Asuntos Exteriores
           Vocal. Comisión de Sanidad y Seguridad Social

- Senador electo - IV Legislatura 1989 - 1993

           Suplente. Diputación Permanente del Senado
           Portavoz. Comisión Sanidad y Seguridad Social
           Portavoz. Comisión de Incompatibilidades
           Vocal. Comisión de Educación, Universidades, Investigación y Cultura

## Voluntariado social
A lo largo de su vida, Álvarez Ruiz de Viñaspre se volcó en la ayuda a los más desfavorecidos. Tras su jubilación de la política en julio de 1993, y de la medicina el año siguiente, hasta su fallecimiento, estuvo al frente de diversas organizaciones de ayuda social.
- Inicia su andadura como voluntario de la Asociación Española Contra el Cáncer, que preside desde 1994.
-  En 1995 funda la Federación Riojana de Voluntariado Social, presidiéndola hasta el 2011 e introduciéndola en la Plataforma de Voluntariado de España.
-  En 1996 es nombrado presidente de Cocina Económica de Logroño, cesando por enfermedad en 2008 y pasando a ser Presidente de Honor de la misma. “En el año 2000, con el mandato de Don Domingo Álvarez Ruiz de Viñaspre como Presidente de Cocina Económica de Logroño, se decide incluir en sus presupuestos una partida destinada a ayudas para el [entonces llamado] Tercer Mundo”.
-  En 1999 funda y preside la Asociación Osteoporosis Rioja.
-  Presidente de la Asociación Riojana para la defensa de Consumidores y Contribuyentes (Arcco).

## Méritos
- En 2015 se coloca la primera piedra del edificio “Domingo Álvarez Ruiz de Viñaspre” de la Cocina Económica de Logroño, dedicado a personas sin hogar.[28][29] El edificio se inaugura en diciembre de 2019.
- Viñaspre recibió un homenaje en diciembre de 2010, durante el XIII Congreso Estatal al Voluntariado Social, presidido por los entonces Príncipes de Asturias, ahora Reyes de España. Durante la celebración, los príncipes le hicieron entrega del Premio Especial y Mención Honorífica al Voluntariado Social 2010,[30] en el marco de los Premios Estatales al Voluntariado.[31]
- El 9 de junio de 2009 el presidente de La Rioja, Pedro Sanz, otorgó la Medalla de La Rioja a la Cocina Económica tras 115 años de caritativos servicios, recibiéndola Domingo Álvarez Ruiz de Viñaspre, presidente de honor de la institución.[32]
- Premio Servicios Sociales del Gobierno de La Rioja 2007/2008, por su trayectoria en el ámbito de los servicios sociales; por su trabajo en la mejora de la calidad de vida de las personas en situación de exclusión social; por su participación activa en el fomento del voluntariado.[33]
- En 2007 la Asociación Riojana de Consumidores y Contribuyentes (Arcco) le rinde un homenaje.[15]
- El 19 de diciembre del 2002, es designado patrono[34] del Patronato de la Fundación General de la Universidad de La Rioja (FUR), cargo que ocupó hasta su fallecimiento.

## Publicaciones
- Álvarez Ruiz de Viñaspre, D. “La pared inguinocrural en relación con el bloque abdominal. Bases embriológicas, comparativas y constitucionales contribuyendo al significado de su organización”. Separata de Anales de Anatomía. Vol. XVI N.º 38. Agosto 1967. Zaragoza (1967).

## Menciones en publicaciones
- Jiménez Martínez, Jerónimo.  “Las calles de Logroño y su historia”. 2a edición. Ayuntamiento de Logroño 2013.[35]

- Ficha del senador Domingo de Guzmán Álvarez Ruiz de Viñaspre. Senado de España.[36]

- Biografía de Álvarez Ruiz de Viñaspre - Diario La Rioja.[37]

- Ollero Vallés, José Luis. Diccionario Biográfico Parlamentarios de La Rioja 1833 - 2008. Instituto de Estudios Riojanos 2010. Pp. 59-61. ISBN 978-84-96637-97-9.[38]

- Orduña Prada, Mónica. 2002. “La Transición en La Rioja: del despertar del regionalismo al estatuto de autonomía”. Instituto de Estudios Riojanos. Pp. 269, 274. ISBN 84-95747-22-7.[39]

## Menciones en prensa
- Saéz Gamarra, Luis (7 de diciembre de 2014). “Los que hicieron la Constitución”. La Rioja.
- Cadena Ser (27 de septiembre de 2012). “El Gobierno riojano otorga el derecho de uso de la bandera para las honras fúnebres de Álvarez Ruiz de Viñaspre”. Radio Rioja. Cadena Ser.
- González Lastra, Roberto (9 de junio de 2012). “La ‘Asamblea de los 32’, conocidos como los ‘Treintaidosantes’, trasladó a las instituciones la inquietud autonomista”. La Rioja.
- Muñoz, María (13 de diciembre de 2010). “El médico honesto que se hace querer”. El Correo.
- L., J.R. (3 de diciembre de 2010). “El más grande de La Rioja”. La Rioja.
- Redacción (2 de diciembre del 2010). “Los príncipes de Asturias entregan los Premios Estatales al voluntariado 2010”. Europa Press.
- Álvarez-Stehle, Chelo (2 de diciembre de 2010). “Don Domingo, el voluntario fiel”. La Rioja.
- Redacción (2 de diciembre del 2010). “Don Felipe destaca la labor del voluntariado en un contexto de crisis económica”. Rioja2.
- Campos, J. (10 de junio de 2009). “Comida y techo para ‘vivir con dignidad'”. La Rioja.
- Redacción (26 de noviembre de 2008). “Compras de casi media noche”. Rioja2.
- Egido, Antonio (21 a 27 de diciembre de 2007). “Entrevista a Domingo Álvarez Ruiz de Viñaspre”. Revista Gente de Logroño. pp. 1 y 6.
- Alberola, Mabel (29 de mayo de 1987). “Alicia Izaguirre, ex gobernadora civil, cabeza de los socialistas.” El País.
- Barrenechea, Eduardo (14 de octubre de 1982). “La autonomía no ha cambiado nada en La Rioja”. El País.
- Agencias. Logroño (28 de noviembre de 1980). “Un muerto y dos heridos graves por la explosión de una bomba en Logroño”. El País.
- Izquierdo, Marcelino (23 de julio de 1980). “Los partidos políticos preparan una manifestación de condena”. El País.